# Sture Ericsson (Musiker)
Sture Ericsson (* um 1960) ist ein schwedischer Jazz- und Improvisationsmusiker (Tenorsaxophon, Klarinette, Bassklarinette, auch Komposition).

## Leben
Ericsson gehörte von den frühen 1980er-Jahren bis 1995 zu der Saxophon-Gruppe Position Alpha, mit der mehrere LPs und CDs wie Don't Bring Your Dog und vor allem The Great Sound of Sound entstanden. Mit Axel Dörner, Ingebrigt Håker Flaten und Raymond Strid bildete er im Jahr 2000 das Quartett The Electrics. Er spielte weiterhin mit Adam Pultz Melbye und Anders Lindsjö im Trio Jitter, mit Anders Provis und Simon Toldam im Trio PET, u. a. mit David Stackenäs, Gabriel Ferrandini, Per Åke Holmlander, Per Zanussi, Raymond Strid, Rodrigo Amado, Sten Sandell im Luso-Scandinavian Avant Music Orchestra, mit Maria Faust Jazz Catastrophe, ferner in der Gruppe STORK und im Simon Toldam Orkester.
Im Laufe seiner Karriere arbeitete Ericsson außerdem mit Musikern wie Fred Lonberg-Holm, Derek Bailey, Otomo Yoshihide, Paul Lovens, John Edwards, Ingebrigt Håker Flaten, Roger Turner, Phil Minton, Johannes Bauer, Tony Buck, Martin Klapper und John Butcher. Im Trio mit Pat Thomas und Raymond Strid entstand 2019 der Mitschnitt Bagman Live at Cafe Oto. Laut Tom Lord war er zwischen 1983 und 2019 an 13 Aufnahmesessions beteiligt.

## Diskographische Hinweise
- PET (ILK Music, 2010)
- STORK (ILK Music, 2011)
- Jitter (Barefoot Records, 2015)